# Frankie and Johnny

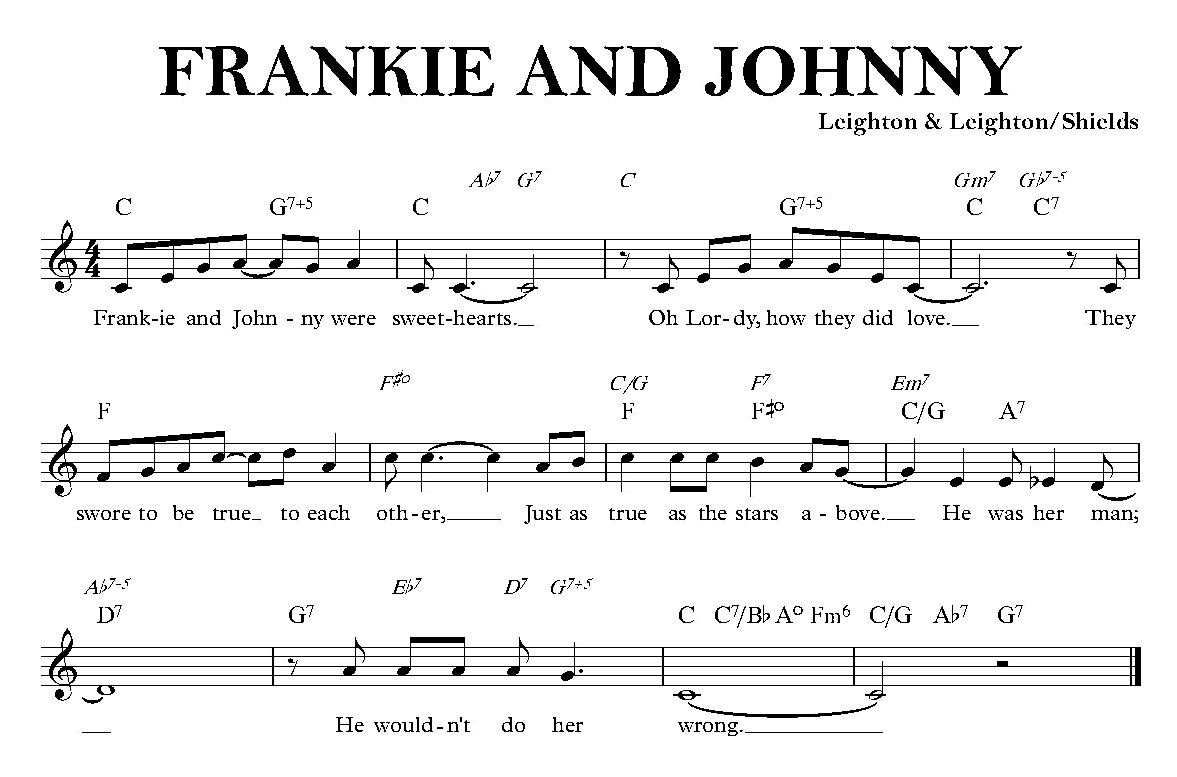
Partition de Frankie and Johnny.

Pour les articles homonymes, voir Frankie et Johnny.
Frankie and Johnny est le titre d'une chanson traditionnelle américaine également connue sous le nom de Frankie and Johnny were Lovers, Frankie and Albert ou simplement Frankie. Elle est devenue un standard du jazz, du blues et de la musique country. Les paroles racontent l'histoire d'une femme dénommée Frankie qui surprend son compagnon Johnny dans le lit d'une autre. Elle le tue et finit, selon les versions, emprisonnée ou exécutée.

## Histoire
La chanson est inspirée d'un fait divers réel survenu à Saint-Louis, au Missouri, le 15 octobre 1899. Ce jour-là, une jeune afro-américaine, Frankie Baker (1876-1952), abat son amant Allen Britt (également connu sous le nom d’Albert), parce qu’il l’avait trompée avec une danseuse du nom de Nelly Bly. Lors du procès, Frankie Baker et ses avocats plaident la légitime défense, affirmant que Britt l'avait attaquée avec un couteau, et obtiennent ainsi l’acquittement.
Cette histoire connait un tel retentissement qu’elle inspire presque aussitôt à Bill Dooley, de Saint-Louis, une chanson intitulée Frankie Killed Allen. La première version publiée est celle de Hughie Cannon, un compositeur de Tin Pan Alley, en 1904, intitulée He Done Me Wrong, Death of Bill Bailey. Une autre variante est l'air de Bill You Done Me Wrong de Frank et Bert Leighton en 1908, rééditée sous le titre Frankie and Johnnie en 1912.
Les paroles plus ou moins définitives de la chanson apparaissent en 1925 dans le recueil On the Trail of Negro Folksongs de Dorothy Scarborough sous le titre Frankie and Albert. Une version intitulée Frankie and Johnny est finalement publiée dans The American Songbag de Carl Sandburg en 1927.
Selon certains musicologues, la mélodie serait empruntée à un autre morceau plus ancien. Carl Sandburg prétend qu'elle était connue avant 1888, Leonard Feather écrit dans son Encyclopedia of Jazz qu'elle fut chantée durant la Guerre de Sécession à la bataille de Vicksburg (1863), et John Jacob Niles dit qu'elle est apparue avant 1830.
Quoi qu'il en soit, le morceau a un tel succès qu'après plusieurs éditions en livret pour chant et piano, Frankie and Johnny parait sur disque dès 1919, interprétée par Al Bernard. La version enregistrée par les Leighton Brothers le 20 décembre 1916 pour Victor Records n'est pas commercialisée.
En 1958, Gene Vincent crée la première version rock 'n' roll du titre.
L'histoire inspire aussi de nombreux films dont Her Man de Tay Garnett (1930) et Frankie and Johnny de Chester Erskine et John H. Auer avec Helen Morgan (1936). En 1950, la BBC diffuse le téléfilm Frankie and Johnny de Douglas Moodie avec Robert Beatty. En 1966, Frankie and Johnny est le titre d'un film Frederick De Cordova dans lequel Elvis Presley reprend la célèbre chanson. En revanche Frankie and Johnny (1991) de Garry Marshall, avec Al Pacino et Michelle Pfeiffer, tire son titre d'une autre chanson, Frankie and Johnny de Terence Trent d'Arby, que les personnages principaux demandent à une radio de passer pour eux. 
La chanson traditionnelle, est également interprétée dans quantité de films, du western aux comédies musicales. 
Le célèbre metteur en scène John Huston écrit en 1930 un spectacle de marionnettes, Frankie and Johnny, entièrement basé sur les interviews qu'il avait conduites à Saint-Louis avec Frankie Baker et Richard Clay, un voisin et ami d'enfance d’Albert Britt,. Le thème de Frankie et Johnny est également adapté sous forme de ballet (Frankie and Johnny de Ruth Page et Bentley Stone en 1938) ou de pièce de théâtre (Frankie et Johnny au clair de lune de Terrence McNally en 1987).
Frankie Baker tentera plusieurs fois, en vain, de recevoir une part des droits d'auteur de la chanson, des disques et des films. Elle sera même sollicitée par la ville de Saint-Louis pour animer des visites touristiques sur les lieux du drame.

## Interprétations
Plus de 300 artistes ont interprété cette chanson. L'un des plus anciens enregistrements connus est celui de Frank Crumit with The Biese Trio édité en single en 1921.
Parmi les autres versions, citons notamment :
Roscoe Holcomb, Bob Dylan, Frank Crumit, Mississippi Joe Callicott, Charlie Poole, Fats Waller, Duke Ellington, Pearl Bailey, Lindsay Lohan, Chris Smither, Jack Johnson.
|  | - Mississippi John Hurt sur le single Frankie (1928) ; - Bessie Smith (Frankie Blues) ; - Jimmie Rodgers sur le single Everybody Does It in Hawaii (1929) ; - Gene Autry en single (1929) ; - King Oliver and His Orchestra en single (1930) ; - Charlie Patton (Frankie and Albert) en single (1931) ; - Ethel Waters (1938) ; - Lead Belly (Frankie and Albert) sur l'album Negro Sinful Songs (1939) ; - Lena Horne (single, 1946) ; - Erroll Garner sur le single Play Piano Play (1947) ; - Joe Liggins (Frankie Lee) ; - Les Paul et Mary Ford sur l'album Bye Bye Blues (1952) ; - Sidney Bechet et Claude Luter sur Pleyel Jazz Concert - vol. 1 (1952) ; - Chet Atkins sur A Session with Chet Atkins (1954) ; - Burl Ives sur Men - Songs for and About Men (1955) ; - Anita O'Day sur An Evening with Anita O'Day (1955) ; - Lonnie Donegan sur l'album Showcase (1956) ; - Sammy Davis, Jr. en single (1956) ; - Pete Seeger (1957) sur American Favorite Ballads ; - Big Bill Broonzy sur l'album Country Blues (1957) ; - Gene Vincent sur l'album Gene Vincent Rocks! And the Blue Caps Roll (1958) ; - Champion Jack Dupree sur Blues from the Gutter (1959) ; - Johnny Cash (Frankie's Man, Johnny) sur The Fabulous Johnny Cash (1959) ; | - Louis Armstrong & his Orchestra sur Satchmo Plays King Oliver (1960) ; - Jerry Lee Lewis (enregistré en 1958, paru sur Jerry Lee's Greatest ! en 1961) ; - Brook Benton sur The Boll Weevil Song and 11 Other Great Hits (1961) ; - Stevie Wonder sur Tribute to Uncle Ray (1962) ; - Sam Cooke (single, 1963) ; - Memphis Slim (Frankie and Johnny Boogie) sur l'album All Kinds of Blues (1963) ; - Elvis Presley (single, 1966) ; - Merle Haggard sur Same Train a Different Time (1969) ; - Hank Snow sur Hank Snow Sings in Memory of Jimmie Rodgers (1970) ; - Taj Mahal (Frankie and Albert) sur Oooh So Good 'n Blues (1973) ; - Michael Bloomfield sur l'album Analine (1977) ; - David Olney sur Top to Bottom (1991) ; - Corey Harris sur Fish Ain't Bitin' (1997) ; - Doc Watson et David Grisman sur Doc & Dawg (1997) ; - Van Morrison avec Lonnie Donegan et Chris Barber sur The Skiffle Sessions - Live In Belfast 1998 (2000) ; - Beth Orton (Frankie) sur The Harry Smith Project - Anthology of American Folk Music Revisited (2006). |

### Adaptations
- En 1964, Manou Roblin (s'inspirant de la version rock de Gene Vincent), adapte le titre en français (Frankie et Johnny) pour Johnny Hallyday et son album Johnny, reviens ! Les Rocks les plus terribles.
- Paul Personne la reprend en 1985 sur l'album 24/24.